# Muizen (Gingelom)
Pour les articles homonymes, voir Muizen.
Muizen est une section de la commune belge de Gingelom située en Région flamande dans la province de Limbourg. C'était une commune à part entière avant la fusion des communes de 1971.

## Démographie

### Évolution démographique
- Sources : INS, Rem. : 1831 jusqu'en 1961 = recensements[2].

## Toponymie
Musinne (Xe s.), Musin (1140)